# 閔文卿
閔文卿（？—？），字廷昭，號纯斋，江西浮梁人，民籍，明朝政治人物、進士出身。

## 生平
嘉靖三十四年（1555年）乙卯科江西鄉試一名。萬曆十四年（1586年）丙戌科進士，会试二十四名，二甲第四十五名。都察院观政。

## 家庭
曾祖父閔蔭芳，舉人，教授、祖父閔仕朝，贈工部郎中、父親閔旦，進士，知府。母徐氏（封宜人）。兄閔尧卿（监生）、閔舜卿、閔禹卿（庠生）、閔汤卿（庠生）、弟閔武卿。